# Iytjenu
Iytjenu ókori egyiptomi uralkodó volt az első átmeneti korban, i. e. 2150 körül. Gyakorlatilag semmit nem tudni róla, egyetlen utalás van rá: egy Szat-Iytjenu („Iytjenu lánya”) nevű nőnek a nevében az Iytjenu nevet kártusba írták, ami ebben az időben csak az uralkodóknak járt ki. A király nevében Thinisz (Tjenu) városa szerepel; az Iy is előfordul külön névként. Iytjenu kronológiai helye ismeretlen.
Szat-Iytjenu csak álajtajáról ismert, amelyet Cecil Mallaby Firth talált Szakkarában 1920-22 között, és ma a kairói Egyiptomi Múzeumban található (JE 59158). Firth nem publikálta, Henri Gauthier azonban írt egy rövid cikket a király nevéről 1923-ban. Az álajtót teljes egészében csak Henry George Fischer publikálta, 1963-ban. Szat-Iytjenuról szintén keveset tudni; viselte az „egyetlen királyi ékszer” és a „Hathor papnője” címeket. Nem tudni, pontosan milyen kapcsolatban állt Iytjenuval; az egyiptomi történelem majdnem minden korszakában előfordulnak uralkodók nevei magánszemélyek neve részeként.

## Fordítás
- Ez a szócikk részben vagy egészben  az   Iytjenu című angol Wikipédia-szócikk ezen változatának fordításán alapul.  Az eredeti cikk szerkesztőit annak laptörténete sorolja fel. Ez a jelzés csupán a megfogalmazás eredetét és a szerzői jogokat jelzi, nem szolgál a cikkben szereplő információk forrásmegjelöléseként.